# 谢苗·诺莫科诺夫
谢苗·丹尼洛维奇·诺莫科诺夫（俄语：Семён Данилович Номоконов，1900年8月12日—1973年7月15日），是二战期间的一名苏联狙击手，被认为杀死了360余人。作为哈米尼干鄂温克人，诺莫科诺夫是参加过战争的俄罗斯原住民之一。他从敌人那里得到了“针叶林萨满”的绰号。